# Список глав государств в 146 году до н. э.
| 147 до н. э. ← Список глав государств по годам → 145 до н. э. |

## Азия
- Анурадхапура — Дутугамуну, царь (161 до н. э. — 137 до н. э.)
- Армения Великая — Артавазд I, царь (160 до н. э. — 115 до н. э.)
- Вифиния — Никомед II, царь (149 до н. э. — 127 до н. э.)
- Греко-Бактрийское царство — Эвкратид I, царь  (171 до н. э. — 145 до н. э.)
- Иберия — Мириан I, царь  (159 до н. э. — 109 до н. э.)
- Индо-греческое царство — Менандр I, царь  (165 до н. э. — 130 до н. э.)
- Иудея — Ионатан Хасмоней, этнарх  (152 до н. э. — 143 до н. э.)
- Каппадокия — Ариарат V Евсеб Филопатор, царь (163 до н. э. — 130 до н. э.)
- Китай (Династия Хань) — Цзин-ди (Лю Ци), император  (157 до н. э. — 141 до н. э.)
- Коммагена — Птолемей,  царь (163 до н. э. — 130 до н. э.)
- Корея:
  - Махан — Хьё, вождь[англ.] (157 до н. э. — 144 до н. э.)
  - Пуё — Кохэса, тхандже (170 до н. э. — 121 до н. э.)
- Намвьет — Чьеу Ву-де, император (207 до н. э. — 137 до н. э.)
- Парфия — Митридат I, царь (171 до н. э. — 132 до н. э.)
- Пергамское царство — Аттал II, царь (159 до н. э. — 138 до н. э.)
- Понтийское царство — Митридат V Эвергет, царь (150 до н. э. — 120 до н. э.)
- Сабейское царство — Карабил Ватар Юханем, царь (160 до н. э. — 145 до н. э.)
- Сатавахана — Скандастабхи, махараджа (152 до н. э. — 134 до н. э.)
- Селевкидов государство (Сирия) — Александр I Балас, царь (150 до н. э. — 145 до н. э.)
- Хунну — Цзюньчэнь, шаньюй (161 до н. э. — 126 до н. э.)
- Шунга — Агнимитра, император (149 до н. э. — 141 до н. э.)
- Элимаида —  Камнаскир I Мегас Сотер,  царь (147 до н. э. — 145 до н. э.)
- Япония — Кайка, тэнно (император) (158 до н. э. — 98 до н. э.)

## Африка
- Египет — Птолемей VI Филометор, царь (180 до н. э. — 164 до н. э., 163 до н. э. — 145 до н. э.)
- Киренаика — Птолемей VIII Эвергет, царь (163 до н. э. — 145 до н. э.)
- Нумидия:
  - Гулусса, царь (148 до н. э. — 145 до н. э.)
  - Миципса, царь (148 до н. э. — 118 до н. э.)
  - Мастанабал, царь (148 до н. э. — 140 до н. э.)

## Европа
- Ахейский союз:
  - Критолай, стратег (147 до н. э. — 146 до н. э.)
  - Диэй, стратег (150 до н. э. — 149 до н. э., 148 до н. э. — 146 до н. э.)
  - в 146 году до н. э. разгромлен Римской республикой; Ахейя стала частью римской провинции Македония
- Афины:
  - Архон, архонт (147 до н. э. — 146 до н. э.)
  - в 146 году до н. э. Афины подчинились Римской республике
- Боспорское царство — Перисад V, царь (ок. 150 до н. э. — 125 до н. э.)
- Ирландия — Фахтна Фафах, верховный король (159 до н. э. — 143 до н. э.)[1]
- Одрисское царство (Фракия) — Бифис, царь (167 до н. э. — 120 до н. э.)
- Римская республика:
  - Гней Корнелий Лентул, консул (146 до н. э.)
  - Луций Муммий Ахаик, консул (146 до н. э.)

## Галерея

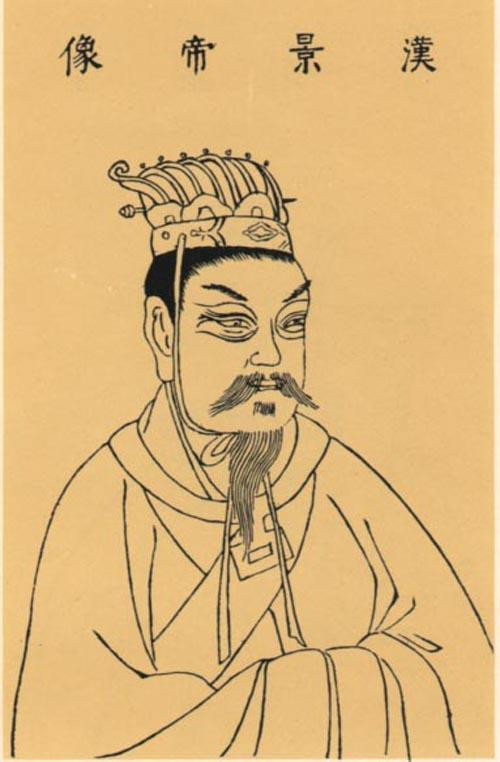
Цзин-ди 157 до н.э.—141 до н.э. Император Китая
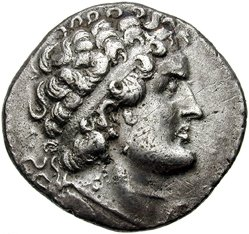
Птолемей VI Филометор 180 до н.э.-164 до н.э., 163 до н.э.—145 до н.э. Царь Египта
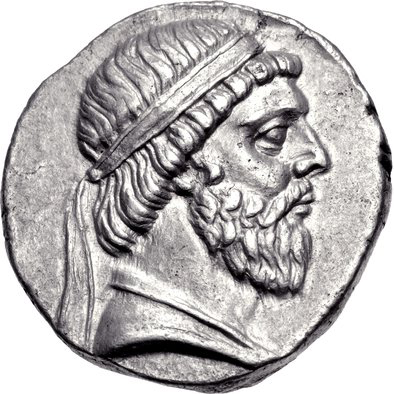
Митридат I 171 до н.э.—132 до н.э. Царь Парфии
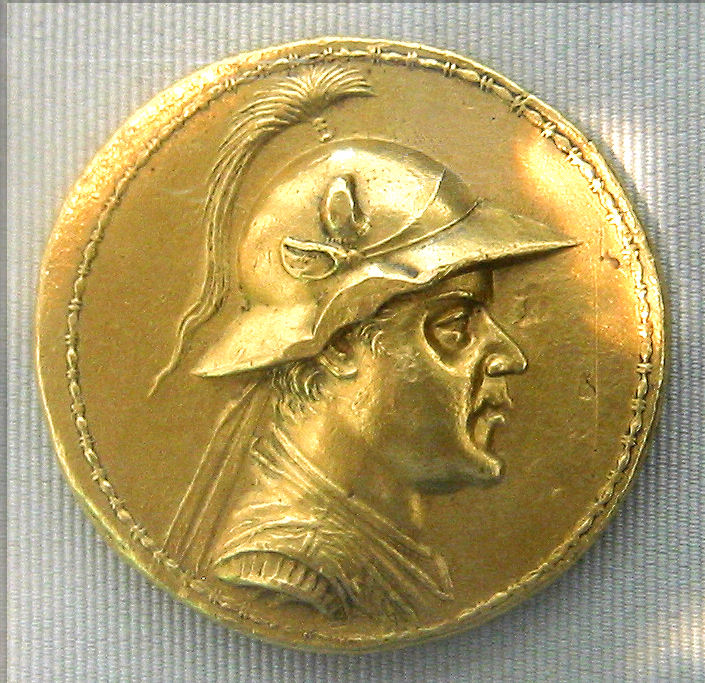
Эвкратид I 171 до н.э.—145 до н.э. Греко-бактрийский царь
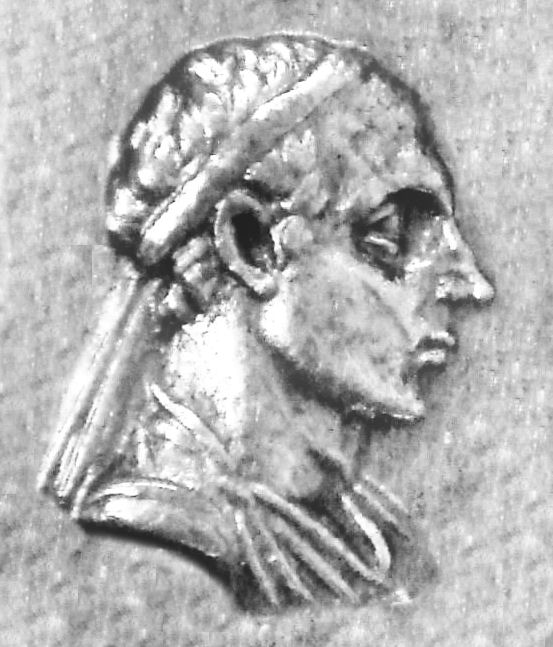
Менандр I 165 до н.э.—130 до н.э. Индо-греческий царь
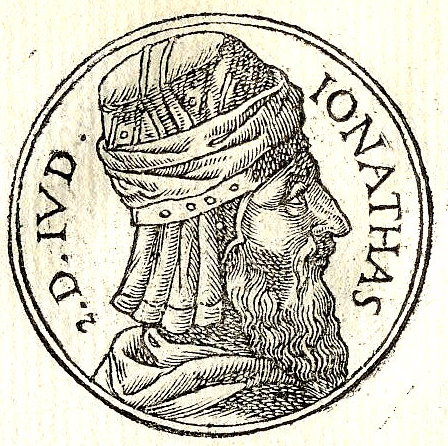
Ионатан Хасмоней 152 до н.э.—143 до н.э. Этнарх Иудеи
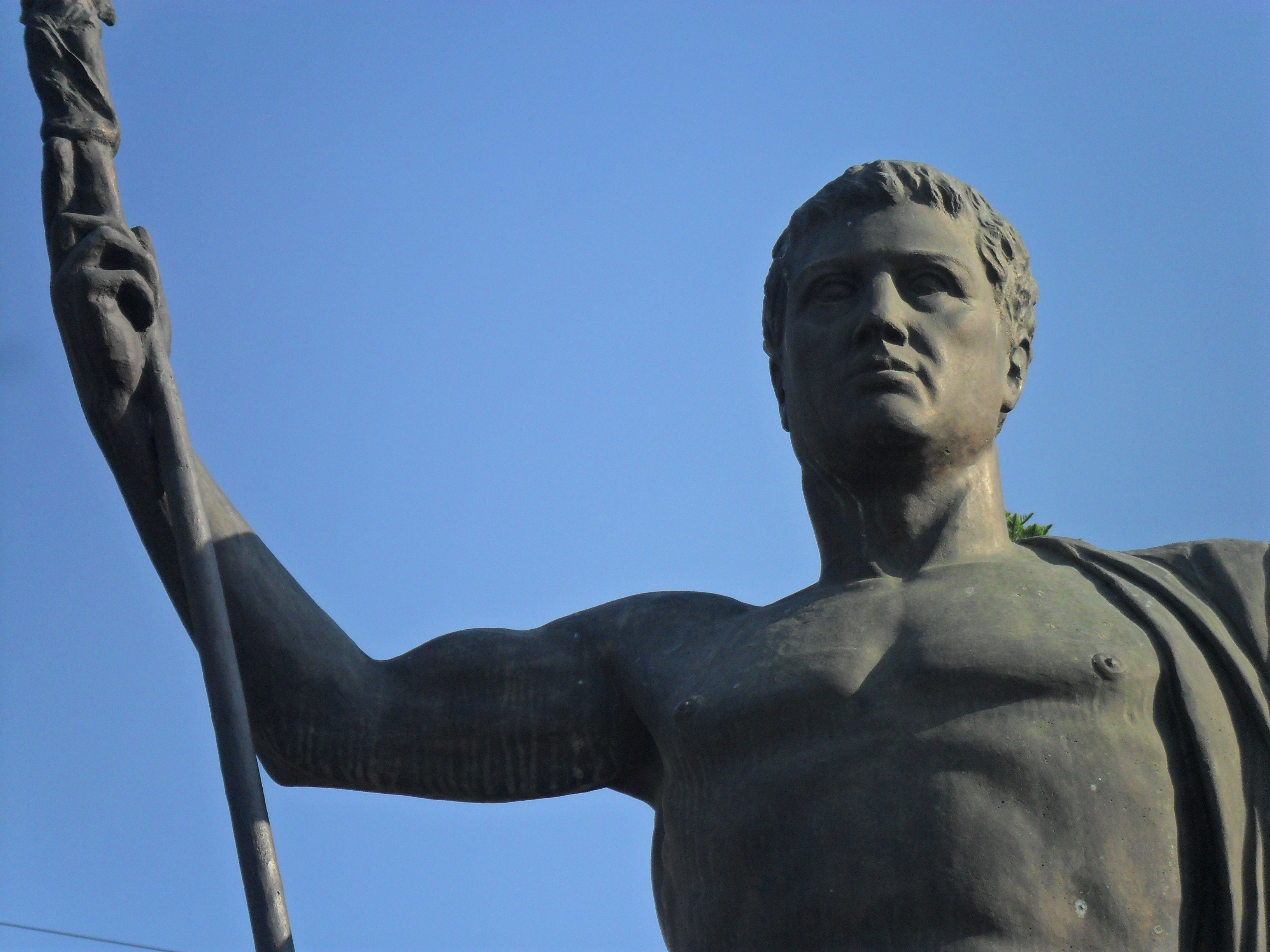
Аттал II 159 до н.э.—138 до н.э. Царь Пергама
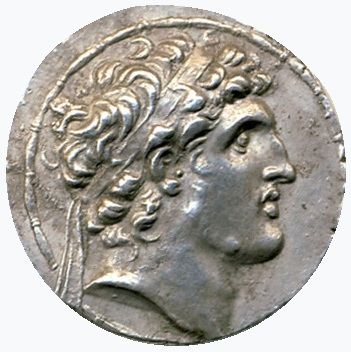
Александр I Балас 150 до н.э.—145 до н.э. Царь Сирии
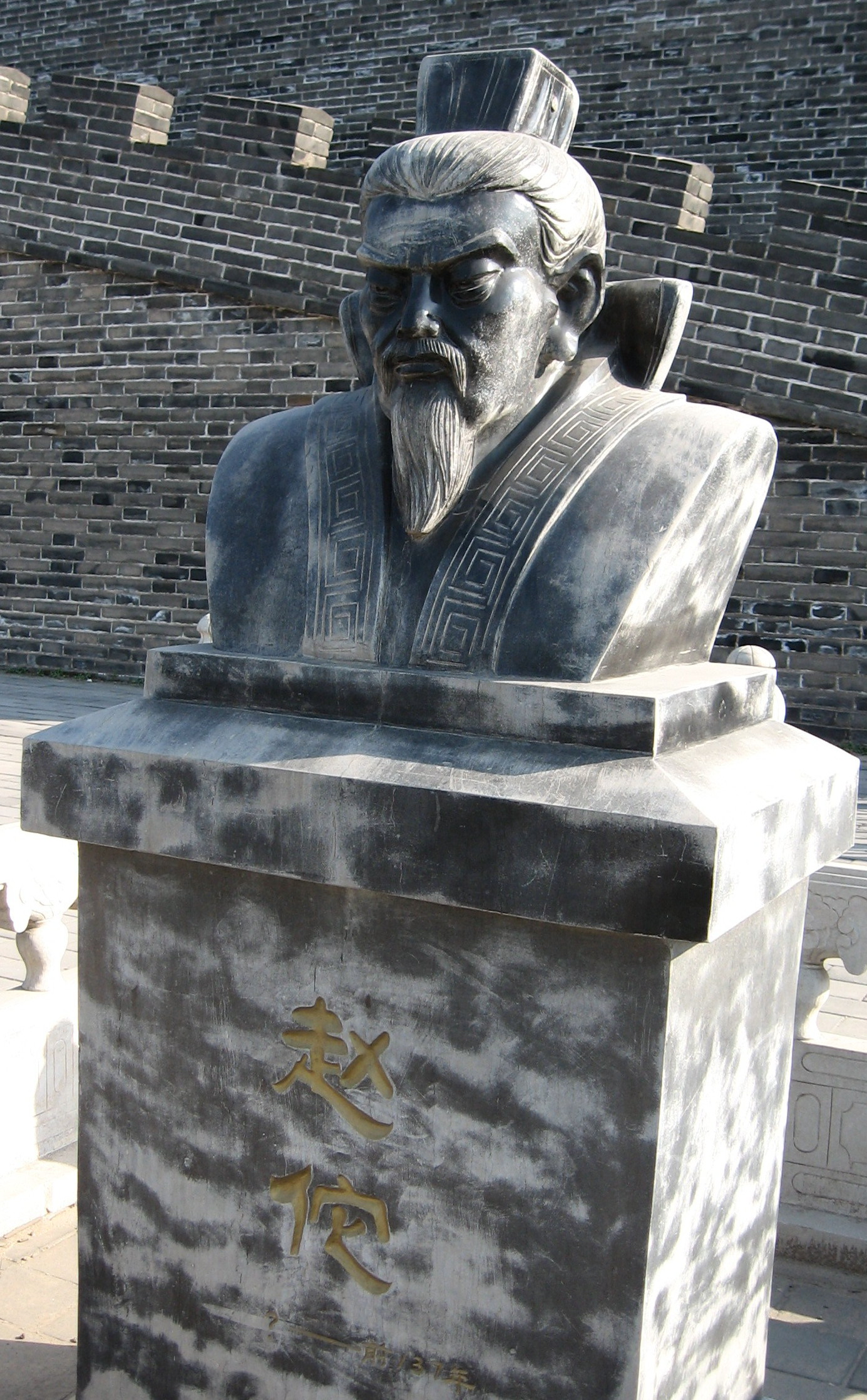
Чьеу Ву-де 207 до н.э.—137 до н.э. Император Намвьета
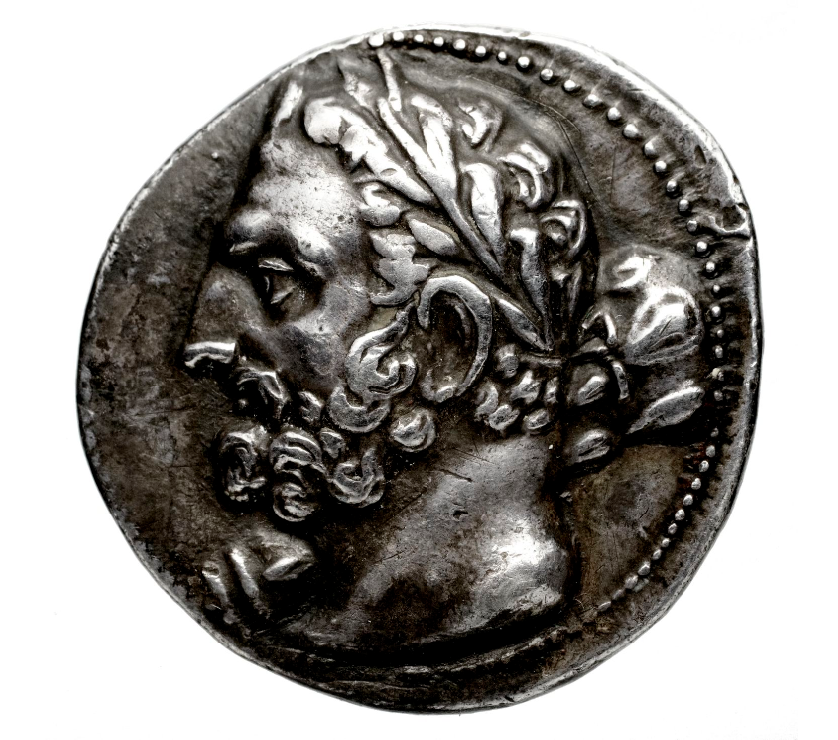
Миципса 148 до н.э.— 118 до н.э. Царь Нумидии
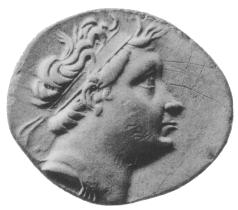
Никомед II 149 до н.э.—127 до н.э. Царь Вифинии
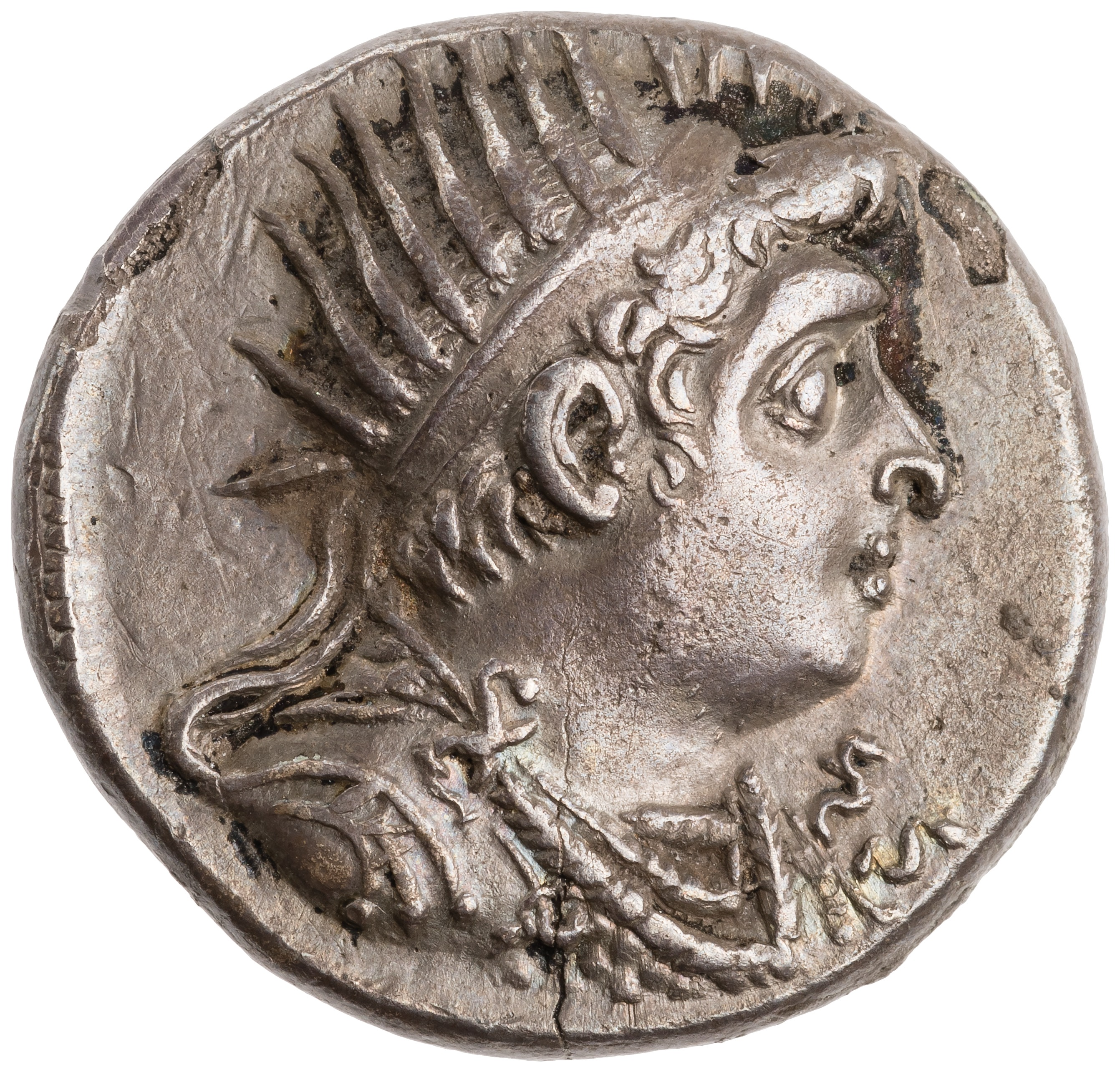
Птолемей VIII Эвергет 163 до н.э.—145 до н.э. Царь Киренаики
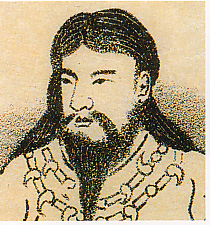
Кайка 158 до н.э.—98 до н.э. Император Японии